# Hatchita
La hatchita és un mineral de la classe dels sulfurs. Rep el seu nom del Dr. Frederick Henry Hatch (1864-1932), enginyer de mines i geòleg del Servei Geològic Britànic.

## Característiques
La hatchita és una sulfosal de fórmula química AgTlPbAs₂S₅. Cristal·litza en el sistema triclínic. Forma petits i complexos cristalls equants grisos. Es tracta d'una espècie isostructural amb la wal·lisita, amb la que forma una sèrie de solució sòlida en la que el coure reemplaça l'argent.
Segons la classificació de Nickel-Strunz, la hatchita pertany a «02.GC - Poli-sulfarsenits» juntament amb els següents minerals: wal·lisita, sinnerita, watanabeïta, simonita, quadratita, manganoquadratita, smithita, trechmannita, aleksita, kochkarita, poubaïta, rucklidgeïta, babkinita, saddlebackita, tvalchrelidzeïta i mutnovskita.

## Formació i jaciments
Va ser descoberta a la pedrera Lengenbach, a Fäld, a la Vall de Binn (Valais, Suïssa), on es troba en dolomita granular mineralitzada amb sulfosals, associada normalment al realgar. Es tracta de l'únic indret on ha estat trobada aquesta espècie mineral.